# Burmagomphus sowerbyi
Burmagomphus sowerbyi е вид водно конче от семейство Gomphidae. Видът не е застрашен от изчезване.

## Разпространение и местообитание
Разпространен е в Китай (Гуанси, Джъдзян, Фудзиен, Хунан и Хънан).
Обитава сладководни басейни и потоци.

## Описание
Популацията на вида е стабилна.